# My Lady Incog
Pour plus de détails, voir Fiche technique et Distribution.
My Lady Incog est un film muet américain, réalisé par Sidney Olcott pour Famous Players avec Hazel Dawn comme vedette, sorti aux États-Unis en 1916.

## Fiche technique
- Réalisation : Sidney Olcott
- Scénario : William Clifford
- Production : Daniel Frohman pour Famous Players
- Distribution : Paramount
- Longueur : 5 bobines
- Date de sortie : 
  - États-Unis : 17 janvier 1916 (New York)
- Licence Famous Players Film Co.; 19 Jan 1916; LU7429

## Distribution
- Hazel Dawn : Nell Carroll
- George Majeroni : René Lidal
- Robert Cain : Teddy De Veaux
- Dora Mills Adams : Mrs De Veaux
- Franklyn Hanna : chef de la police
- Frank Wunderlee : Bull Rice

## Anecdotes
Le film a été tourné à Saint Augustine, Floride.